# Gjirokastra
Gjirokastra (albansko Gjirokastër, albanska izgovorjava: [ɟiɾokastəɾ]) je mesto in občina v južni Albaniji z okoli 30.000 prebivalci v dolini med hribovjem Gjerë in reko Drinos na nadmorski višini 300 m. Je staro mesto, na seznamu Unescove svetovne dediščine vpisana kot "redek primerek dobro ohranjenega osmanskega mesta, ki so ga zgradili kmetje z velikih posesti". Nad mestom bdi trdnjava, v kateri se vsakih pet let dogaja  Narodni folklorni festival. Gjirokastra  je rojstni kraj nekdanjega albanskega komunističnega voditelja Enverja Hodže in pisatelja Ismaila Kadareja.
Mesto se je v zgodovinskih zapisih prvič pojavilo leta 1336 pod grškim imenom Αργυρόκαστρο – Argirókastro kot del Bizantinskega cesarstva. Po uničenju bližnjega Adrianopolisa je postala del pravoslavne krščanske dioceze Drinopolis in Argirokastra. Kasneje sta se pred osmansko okupacijo zanjo potegovala Epirski despotat in albanski klan Ivana Zenevisija. Pod osmansko oblastjo je bila pet stoletij od leta 1417 do 1913. V tem času se je uradno imenovala Ergiri, včasih tudi Ergiri Kasrı. V Osmanskem cesarstvu se je zaradi islamizacije in priseljevanja muslimanov iz povsem pravoslavnega  mesta v 16 stoletju do zgodnjega 19. stoletja pretvorila v povsem muslimansko mesto. Postala je tudi glavno versko središče Bektaši sufizma.
Med balkanskima vojnama 1912-1913 jo je zaradi številnega grškega prebivalstva zasedla grška vojska, vendar je bila kasneje leta 1913 vključena v novo neodvisno državo Albanijo. Priključitev je povzročila veliko negodovanje lokalnega grškega prebivalstva, ki se je nato uprlo. Po nekaj mesecih gverilske vojne je bila leta 1914 ustanovljena kratkoživa Republika severni Epir s prestolnico Gjirokastra. Leta 1921 je bila dokončno dodeljena Albaniji. V 90. letih 20. stoletja so v mestu izbruhnili protivladni nemiri, ki so se leta 1997 končali z albansko državljansko vojno.
V Gjirokastri živi skupaj s pravoslavnimi in muslimanskimi Albanci tudi velika grška manjšina. Gjirokastra se ob Sarandi šteje za eno od središč grške skupnosti v Albaniji. V mestu je tudi grški konzulat.

## Imena in etimologija
Mesto je prvič omenjeno v dokumentih cesarja Ivana VI. Kantakuzena iz leta 1336 pod njenim srednjeveškim grškim imenom Argyrokastron (grško Αργυρόκαστρον). Ime je sestavljeno iz srednjeveških grških besed  argyron (ἀργυρόν), ki pomeni "srebro", in kastron (κάστρον, latinsko castrum), ki pomeni "grad" ali "trdnjavo". Ime torej pomeni "srebrni grad". Bizantinski letopisci so uporabljali tudi podobno ime Argyropolyhni (Αργυροπολύχνη), ki pomeni "srebrno mesto".
Ena od teorij pravi, da je mesto dobilo ime po princesi Argjiro, legendarno osebi, o kateri je pisatelj Kostas Krystallis v 19. stoletju napisal kratek roman,  Ismail Kadare pa v 1960. letih pesnitev. Trditev  verjetno temelji na  ljudski etimologiji, saj naj bi princesa živela kasneje v 15. stoletju.
Albanska oblika imena mesta je Gjirokastra, medtem ko se v narečju Gegov ime glasi Gjinokastër. Obe imeni izhajata iz grške oblike imena. V aromanskem jeziku se mesto imenuje  Ljurocastru, Iurucasta ali Iurucast, v sodobni grščini pa Argyrokastro (Αργυρόκαστρο). V Osmanskem cesarstvu je imela turško ime Ergiri.

## Zgodovina

### Antika
V srednjem helenističnem obdobju (2100-1550 pr. n. št.) sta bili v Vodhinah izkopani  dve grobni gomili, zelo podobni grobnim krogom v Mikenah. Gomili kažeta na skupne prednike s  starimi Mikenci na jugu Grčije. Frigijsko obdobje je v regiji trajalo od okoli 1150 pr. n. št. do okoli 850 pr. n. št. Hammond trdi, da je bil v tem obdobju v regiji  mozaik majhnih frigijskih kneževin, vključno z Gjirokastro, s središćem v Vodinah. Zdi se, da je v Vodinah kasneje prišlo do zamenjave dinastije.
Arheološki dokazi kažejo, da je bilo v bronasti dobi področje naseljeno s prebivalstvom, ki je verjetno govorilo severozahodno grško narečje. Arheologi so našli  keramične predmete iz zgodnje železne dobe, izdelane v slogu, ki se je prvič pojavil v pozni bronasti dobi v mestu Pažok v okrožju Elbasan in je bil razširjen po vsej Albaniji. Najzgodnejši dokumentirani  prebivalci območja okoli Gjirokastre  so bili grško govoreči Haoni, ki spadajo med epirska plemena. V antiki je bilo lokalno urbano središče Antigonija na nasprotnem bregu reke Drino, oddaljena okoli 5 km od Gjirokastre.

### Srednji vek
Mestno obzidje je iz 3. stoletja, visoko kamnito obzidje citadele pa iz 6. do 12. stoletja. V tem času se je Gjirokastra razvila v veliko trgovsko središče, znano kot Argiropolis (starogrško Ἀργυρόπολις, "Srebrno mesto") ali Argirokastron (starogrško Ἀργυρόκαστρον, "Srebrni grad").
Mesto je bilo del Epirskega despotata in je kot Argirokastro prvič omenjeno v dokumentih  Ivana VI. Kantakuzen leta 1336.  Istega leta je bil Argirokastro omenjen  med mesti, ki so ostala zvesta bizantinskemu cesarju med lokalnim epirskim uporom v korist Nikeforja Orsini-Dukasa.
Prva omemba skupin albanskih nomadov je z začetka 14. stoletja, ko so iskali nove pašnike in pustošili v naseljih.  Ti Albanci so prišli v regijo in izkoristili položaj potem, ko je črna smrt zdesetkala lokalno prebivalstvo Epirja. V letih 1386–1417 se je Epirski despotat spopadal z albanskim klanom Ivana Zenevisija. Leta 1399 so se grški prebivalci mesta pridružili epirskemu despotu Ezavu v kampanji proti različnim albanskim in aromanskim plemenom.
Leta 1417 je Gjirokastra postala del Osmanskega cesarstva, leta 1419 pa okrožje Albanskega sandžaka. Med albanskim uporom 1432–1436 so jo oblegale sile pod vodstvom Topia Zenevisija, vendar so upornike premagale osmanske čete pod vodstvom Turahan Bega.  V 1570. letih  letih sta se lokalna plemiča Mantos Papagiannis in Panos Kestolikos kot predstavnika zasužnjene Grčije in Albanije pogajala s poglavarjem Svete lige Janezom Avstrijskim in drugimi evropskimi vladarji o možnosti oboroženega boja proti Osmanskemu cesarstvu. Grška in albanska pobuda ni obrodila sadov.
Po navedbah turškega popotnika Evlije Čelebija, ki je mesto obiskal leta 1670, je bilo takrat v mestu 200 hiš, v krščanski vzhodni soseski Küçük Varoş (Mala vas) 200 hiš in v soseski Büjük Varoş (Velika vas) 150 hiš. Mesto je imelo še šest drugih sosesk: Palorto, Vutoš, Dunavat, Manalat, Hadži Bej in Memi Bej, ki so se razprostirale na osmih gričih okoli mesta. Po popotnikovih besedah je imelo mesto takrat okoli 2000 hiš, osem mošej, tri cerkve, 280 trgovin, pet vodnjakov in pet gostiln. Od 16. stoletja do zgodnjega 19. stoletja se je Gjirokastra spremenila  iz pretežno krščanskega mesta v mesto z muslimansko večino, delno zaradi islamizacije in delno zaradi priseljevanja muslimanskih spreobrnjencev iz okoliškega podeželja.

### Kasnejša zgodovina
Leta 1811 je Gjirokastra postala del Janinskega pašaluka, ki ga je takrat vodil v Albaniji rojeni Ali Paša Janinski. Pašaluk je pretvoril v svoj skoraj avtonomni fevd, kar je trajalo do njegove smrti leta 1822. Po ukinitvi pašaluka leta 1868 je Gjirokastra postala glavno mesto sandžaka Ergiri. 23. julija 1880 je bil v mestu kongres južnoalbanskih odborov Prizrenske lige, na katerem je bilo dogovorjeno, da se bodo, če bodo z Albanci naseljena območja Osmanskega cesarstva priključena sosednjim državam, temu uprli.
V času albanskega nacionalnega prebujanja (1831–1912) je bilo mesto glavno središče gibanja. Nekatere skupine v mestu naj bi nosile portrete Skanderbega, ki so ga takrat častili kot največjega albanskega narodnega junaka. Gjirokastra je sredi 19. stoletja vidno prispevala k delovanju Osmanskega cesarstva, predvsem preko posameznikov, ki so služili kot kadiji (javni uslužbenci), in bila pomembno središče islamske kulture. Albansko usmerjeni meščani so bili v letih 1909–1912 razdeljeni v dve skupini: mestne liberalce, ki so želeli sodelovati z Grki, in albanske nacionaliste, ki so ustanovili gverilske skupine, ki so delovale na podeželju. V 19. in na začetku 20. stoletja so bili albansko govoreči muslimani večinsko prebivalstvo Gjirokastre. V mestu je živelo samo nekaj grško govorečih družin.
Med balkanskima vojnama 1912-1913 so po umiku osmanske vojske iz regije Gjirokastro zasedli Grki. Po podpisu Londonskega sporazuma leta 1913 in Firenškega protokola 17. decembra 1913 je mesto kljub temu pripadlo Albaniji.
Sklep je med lokalnim grškim prebivalstvom sprožil ogorčenje. Predstavniki Grkov na čelu z Georgijem Hristakis-Zografosom so v znak protesta v Gjirokastri ustanovili Panepirsko skupščino. Skupščina, ki ni bila povezana z Grčijo, je zahtevala bodisi lokalno avtonomijo bodisi mednarodno zasedbo vojske  Velikih sil v okrajih Gjirokastra. Saranda in Korča.
Aprila 1939 je Albanijo napadla Kraljevina Italija in okupirala Gjirokastro. Med grško-italijansko vojno je 8. decembra 1940 v mesto prišla grška vojska in tam ostala pet mesecev, dokler ni aprila 1941 Gjirokastre okupirala vojska nacistične Nemčije in mesto vrnila pod italijansko oblast. Po kapitulaciji Italije septembra 1943 je mesto zasedla nemška vojska. Leta 1944 je ponovno prišla pod albansko oblast.
V povojnem komunističnem režimu se je Gjirokastra razvila v industrijsko in trgovski središče. Kot rojstno mesto državnega voditelja Enverja Hodže je dobila status muzejskega mesta. Njegova rojstna hiša je bila preurejena v muzej.
Avgusta 1991 so člani lokalne grške skupnosti porušili monumentalni kip Enverja Hodže in označili konec enopartijske države. Po padcu režima leta 1991 je Gjirokastra doživljala veliko gospodarsko krizo. Spomladi 1993 je regija postala središče odprtega konflikta med grško manjšino in albansko policijo. Mesto je zaradi razpada piramidalnega sistema državnega gospodarstva, ki je  prizadel gospodarstvo v celi državi,  trpelo zlasti leta 1997.   Mesto je postalo središče upora proti vladi Salija Berishe, ki ga je nazadnje prisilil k odstopu. 16. septembra 1997 so rojstno hišo Enverja Hodže poškodovali neznani storilci, vendar so jo kasneje obnovili.

## Geografija
Sedanji okraj Gjirokastra je bila ustanovljen leta 2015 z reformo lokalne uprave in združitvijo občin Antigona, Cepo, Gjirokastra, Lazarat, Lunxhëri, Odrie in Picar. Nekdanje občine so postale upravne enote okraja Gjirokastra. Sedež okraja je v Gjirokastri. Leta 2011 je imela prejšnja občina Gjirokastra površino 469,55 km2 in  28.673 prebivalcev.

### Podnebje
Gjirokastra leži med nižavjem zahodne Albanije in višavjem v notranjosti države, zato ima vroča sredozemska poletja in več dežja kot je običajno za takšno podnebje.
| Podnebni podatki za Gjirokastër     | Podnebni podatki za Gjirokastër | Podnebni podatki za Gjirokastër | Podnebni podatki za Gjirokastër | Podnebni podatki za Gjirokastër | Podnebni podatki za Gjirokastër | Podnebni podatki za Gjirokastër | Podnebni podatki za Gjirokastër | Podnebni podatki za Gjirokastër | Podnebni podatki za Gjirokastër | Podnebni podatki za Gjirokastër | Podnebni podatki za Gjirokastër | Podnebni podatki za Gjirokastër | Podnebni podatki za Gjirokastër |
| Mesec                               | Jan                             | Feb                             | Mar                             | Apr                             | Maj                             | Jun                             | Jul                             | Avg                             | Sep                             | Okt                             | Nov                             | Dec                             | Letno                           |
| ----------------------------------- | ------------------------------- | ------------------------------- | ------------------------------- | ------------------------------- | ------------------------------- | ------------------------------- | ------------------------------- | ------------------------------- | ------------------------------- | ------------------------------- | ------------------------------- | ------------------------------- | ------------------------------- |
| Povprečna visoka temperatura °C     | 9                               | 11                              | 13                              | 18                              | 23                              | 28                              | 32                              | 34                              | 27                              | 23                              | 15                              | 11                              | 20                              |
| Povprečna dnevna temperatura °C     | 5                               | 6                               | 7                               | 12                              | 16                              | 20                              | 23                              | 24                              | 19                              | 14                              | 10                              | 6                               | 14                              |
| Povprečna nizka temperatura °C      | 1                               | 1                               | 2                               | 6                               | 10                              | 13                              | 15                              | 15                              | 12                              | 8                               | 5                               | 2                               | 8                               |
| Povprečna količina padavin mm       | 290                             | 230                             | 190                             | 90                              | 50                              | 40                              | 10                              | 10                              | 60                              | 180                             | 400                             | 320                             | 1.870                           |
| Povp. št. dni s padavinami (≥ 1 mm) | 11                              | 10                              | 8                               | 7                               | 5                               | 2                               | 1                               | 1                               | 3                               | 7                               | 14                              | 12                              | 81                              |
| Povprečna relativna vlažnost (%)    | 71                              | 69                              | 68                              | 69                              | 70                              | 62                              | 57                              | 57                              | 64                              | 67                              | 75                              | 73                              | 67                              |
| Vir 1: Weatherbase                  |                                 |                                 |                                 |                                 |                                 |                                 |                                 |                                 |                                 |                                 |                                 |                                 |                                 |
| Vir 2: Climate data                 |                                 |                                 |                                 |                                 |                                 |                                 |                                 |                                 |                                 |                                 |                                 |                                 |                                 |

## Demografija
Občina Gjirokastra je največja skupnost v okraju Gjirokastra. Po popisu prebivalstva leta 2011 je imela 28.673 prebivalcev (53,91 prebivalca/km2), ki so živeli v 6.919 bivalnih enotah. Okraj je imel takrat 72.176 prebivalcev. Prebivalstvo je pretežno urbano, pa tudi podeželsko. Število moških in žensk je skoraj enako.

### Etnične skupine
V Gjirokastri je skupnost etničnih Grkov, ki po podatkih Human Rights Watch šteje 4.000 oseb. Leta 1989 je grška skupnost štela okoli 30.000 oseb. Grški predstavniki kljub temu trdijo, da je okoli 34% meščanov grške narodnosti. Gjirokastra se šteje za središče Grške skupnosti v Albaniji. Grke se najde v skoraj vseh mestnih četrtih. V mestu je tudi grški konzulat. Druge manjšine, med katerimi je največ Vlahov in Romov, so manj številčne.

### Religija
V Bizantinskem cesarstvu je bila regija del pravoslavne dioceze  Drinopolis v okviru metropolije Janina. Prvič je bila omenjena v Notitiae Episcopatuum iz 10. ali 11. stoletja. Po uničenju bližnjega Adrianopolisa je bil sedež prestavljen v Gjirokastro, domnevno pod imenom Dioceza Drinopolisa  in Argirokastra (grško Δρυϊνουπόλεως και Αργυροκάστρου). Lea 1835 je bila povišana v metropolijo pod neposredno jurisdikcijo Ekumenskega patriarhata Konstantinopel. Danes je dioceza del Avtokefalne pravoslavne cerkve Albanije. Na koncu 18. stoletja sta bili z odobritvijo osmanskih oblasti, doseženo z visoko podkupnino,  obnovljeni dve obstoječi pravoslavni cerkvi.  Pravoslavna stolnica Odrešenikove preobrazbe v grajski četrti je bila ponovno zgrajena  leta 1773 na mestu stare cerkve.
V osmanskem obdobju je bila Gjirokastra pomembno središče muslimanskega sufističnega bektaškega reda, pomembnega predvsem za širjenje pismenosti.  Med vladanjem Ali Paše Janinskega v zgodnjem 19. stoletju je britanski diplomat William Martin Leake na svojem potovanju iz Vlore v Gjirokastro in naprej v sedanjo Grčijo po prihodu v Gjirokastro 26. decembra 1804 v svoj dnevnik zapisal, da v mestu živi okoli 2.000 muslimanskih in 100 krščanskih družin.
Leta 1925 je Albanija postala svetovno središče muslimanskega bektaškega reda. Sekta ima sedež v Tirani, v Gjirokastri pa je eno od šestih okrožij bektaškega reda v Albaniji. Sedež je v Baba Redžepovi tekiji. Zgodovinsko je bilo v mestu 15 tekij in mošej, od katerih je 13 delovalo še leta 1945. V mestu je bilo tudi 13 samostanov, od katerih je ohranjen samo eden. Drugih dvanajst je bilo uničenih med kulturno revolucijo komunistične vlade leta 1967.
Popis prebivalstva leta 2011 je bil zaradi nepravilnosti v postopkih zelo sporen in celo bojkotiran. Po podatkih iz popisa, ki so do neke mere sporni, je bilo v mestu 42,3% muslimanov, 5,3% bektašev,  14,6% pravoslavcev, 2,8% katolikov in 35,2% nevernih ali versko neopredeljenih. Delež slednjih je najvišji v Albaniji, ki ima povprečje 6,3%.

## Kultura
Osmanski svetovni popotnik Evlija Çelebi, ki je mesto obiskal leta 1670, je opisal dve mestni podrobnosti. Ob nedeljah je slišal vajtim, tradicionalno albansko žalostinko za mrtve, ki jo je pel poklicni objokovalec.  Razen tega je zapisal, da je mesto zelo glasno in ga je zato imenoval "mesto tarnanja".
Roman Kronika v kamnu albanskega pisatelja Ismaila Kadareja pripoveduje zgodbo o mestu med italijansko in grško okupacijo v prvi in drugi svetovni vojni in vanjo vključi običaje prebivalcev Gjirokastre. 
Albanski pisatelj Musine Kokalari je pri štiriindvajsetih letih leta 1941 v Tirani objavil zbirko desetih zgodb za mladostnike v domačem gjirokastrskem nerečju z naslovom Kot mi je povedala stara mati (albansko  Siç me thotë nënua plakë). Zgodbe opisujejo vsakodnevni težave žensk iz Gjirokastre in prevladujoče običaje v regiji.
V Gjirokastri domuje tako albansko kot grško večglasno petje in Narodni folklorni festival (albansko Festivali Folklorik Kombëtar), ki se dogaja vsako peto leto na mestni trdnjavi. Festival se je začel leta 1968.
V mestu izhaja časnik  Laiko Vima na grškem jeziku. Ustanovljen je bil leta 1945 in bil v Ljudski socialistični republiki Albaniji edini časnik v grškem jeziku.

## Izobraževanje
Prva šola v mestu je bila ustanovljena leta 1663. Na njej se je poučevalo v grškem jeziku. Sponzorirali so jo lokalni trgovci in je delovala pod nadzorom lokalnega škofa. Ko je leta 1821 izbruhnila grška vojna za neodvisnost, je bila uničena, a je bila ponovno odprta leta 1830. Leta 1727 je v mestu začela delovati medresa, ki je neprekinjeno delovala 240 let do leta 1967, ko je bila zaprta zaradi kulturne revolucije v komunistični Albaniji. V letih 1861–1862 je bila ustanovljena grška šola za deklice, ki jo je finančno podprl lokalni grški dobrotnik Christakis Zografos. Prva albanska šola v Gjirokastri  je bila odprta leta 1886. Danes ima Gjirokastra sedem gimnazij, dve splošni in dve strokovni srednji šoli. Poleg njih v mestu delujeta še dve srednji šoli v grškem jeziku.
V mestu je Univerza Eqrema Çejabeja, ki je odprla svoja vrata leta 1968. Zaradi premajhnega vpisa v oddelki za fiziko, matematiko, biokemijo in vzgojo v vrtcih v študijskih letih 2008–2009 niso delovali. Leta 2006 je bila po razpravah med albansko in grško vlado dogovorjena ustanovitev druge univerze v Gjirokastri, na kateri bi predavanja potekala v grškem jeziku. Leta 2010 je na tej univerzi  študiralo 35 študentov, potem pa je bil študij  nenadoma prekinjen, ker je Univerza v Joanini v Grčiji zavrnila zagotavljanje učiteljev za šolsko leto 2010, grška vlada in fundacija Latsis pa sta ukinili financiranje.

## Gospodarstvo
Gjirokastra je predvsem trgovsko središče z nekaj industrije, zlasti s proizvodnjo živil, usnja in tekstila. V zadnjem času je bila v mestu zgrajena regionalna kmetijska tržnica, na kateri se trguje z lokalno pridelanimi živili.  Glede na potencial južne Albanije za pridelavo ekološko pridelanih proizvodov in njeno sodelovanje z bližnjo grško Joanino,  se bo  regija v prihodnosti verjetno posvetila ekološkemu kmetovanju. Blagovna znamka in trženje takšnih izdelkov  sta trenutno še daleč od evropskih standardov. Trgovanje z grškimi obmejnimi območji spodbuja mestna Gospodarska zbornica, ustanovljena leta 1988. V okviru finančne podpore Grčije Albaniji je grška vojska v mestu zgradila bolnišnico.
V zadnjih letih se obnavlja veliko tradicionalnih hiš. Njihovi lastniki se vračajo v mesto in poskušajo oživiti turizem kot potencialni vir dohodka za lokalno gospodarstvo. Nekatere hiše še naprej propadajo zaradi pomanjkanja denarja, opuščanja ali neustrezne prenove, saj lokalni obrtniki niso vključeni v  te projekte.  Leta 2010 je bilo v grški gospodarski krizi mesto eno od prvih območij v Albaniji, ki je trpelo, saj je veliko albanskih emigrantov v Grčiji postalo brezposelnih in se je vrnilo domov.

### Infrastruktura
Gjirokastra je s cesto SH4 povezana s Tepeleno na severu in pokrajino Dropull in grško mejo 30 km južno.

## Znamenitosti
Mesto je zgrajeno na pobočju pod citadelo.  Četudi je bilo mestno obzidje zgrajeno v 3. stoletju in je bilo samo mesto prvič omenjeno v 12. stoletju, je večina obstoječih stavb iz 17. in 18. stoletja. Tipične hiše so visoke do pet nadstropij in zgrajene iz   kamnitih blokov. Nekatere imajo zunanje in notranje stopnišče. Domneva se, da takšna zasnova izhaja iz utrjenih podeželskih hiš, značilnih za južno Albanijo. V spodnji etaži stavbe sta cisterna za vodo in hlev. Zgornje nadstropje je sestavljeno iz sobe za goste in družinske sobe s kaminom. Višja nadstropja so namenjena  družinskim članom in so s spodnjimi povezana z notranjim stopniščem. Od vpisa Gjirokastre na Unescov seznam svetovne dediščine je bilo več hiš obnovljenih, druge pa še naprej propadajo.
Veliko hiš je zgrajenih v značilnem lokalnem slogu. Večina starih hiš je pokrita s skrilom, ki je dal mestu vzdevek "Kamnito mesto". Zelo podoben slog je viden v grški pokrajini Pelion. V Gjirokastri, Beratu in nekaj drugih albanskih mestih so v 60. in 70. letih 20. stoletja prepovedali modernizacijo. Obe mesti sta dobili status muzejskega mesta in bili vpisani na Unescov seznam svetovne kulturne dediščine.
Nad mestom je trdnjava, ki nadzira strateško pomembno pot po dolini reke. Trdnjava je odprta za obiskovalce in vsebuje vojaški muzej z zaplenjenimi topovi in  pomembnimi predmeti iz obdobja komunističnega odpora proti nemškim okupatorjem ter zaplenjeno ameriško vojno letalo, spomin na boj komunističnega režima proti imperialističnim silam. Prizidek so v 19. in 20. stoletju zgradili joaninski Ali Paša in vlada albanskega kralja Zoguja I.  Trdnjava ima pet stolpov, urni stolp, cerkev, vodnjake, hleve za konje in številne druge zanimivosti. Severni del gradu je Zogujeva  vlada spremenila v zapor, v katerem so bili v času komunističnega režima politični zaporniki.
Gjirokastra ima bazar iz osmanskega obdobja. Zgrajen je bil v 17. stoletju in obnovljen po požaru v 19. stoletju. Na bazarju dominira mošeja, zgrajena leta  1757. V Gjirokastri je več kot 500 hiš zaščitenih kot kulturni spomenik. 
Ko je bilo mesto leta 1988 prvič predlagano za uvrstitev na seznam svetovne dediščine, strokovnjaki Mednarodnega sveta za spomenike in znamenitosti niso bili navdušeni nad številnimi sodobnimi gradnjami, ki so ogrožale videz starega mesta. Zgodovinsko jedro Gjirokastre je bilo na seznam dokončno vpisano leta 2005, 15 let po prvi nominaciji.

## Šport
Najbolj priljubljen šport je nogomet. Mesto ima nogometni klub Luftëtari Gjirokastër, ustanovljen leta 1929. Klub tekmuje tudi na mednarodnih tekmovanjih. Do leta 2006-2007 in ponovno od leta 2016 tekmuje v Albanski superligi. Mestni stadion sprejme do 8.500 gledalcev.

## Pobratena mesta
Gjirokastra je pobratena s tremi mesti:
- Grottammare, Italija[87]
- Klina, Kosovo[88]
- Lipjan, Kosovo[89]

## Znani meščani
- Ali Alizoti, politik v poznem 19. stoletju
- Fejzi Alizoti, ministrski predsednik leta  1914
- Kyriakoulis Argyrokastritis (−1828), revolucionar v grški vojni za neodvisnost
- Arjan Bellaj, nogometaš
- Elmaz Boçe, politik in podpisnik Albanske deklaracije o neodvisnosti
- Bledar Devolli, nogometaš
- Vangjel Dule, predstavnik grške manjšine v albanski politiki
- Rauf Fico, politik
- Bashkim Fino, politik in ministrski predsednik
- Georgios Dimitriou, pisatelj iz 18. stoletja
- Ioannis Doukas, slikar iz 19 stoletja
- Ramize Gjebrea, partizan v drugi svetovni vojni
- Christos Gikas, rokoborec v grško-rimskem slogu
- Gregor IV. Atenski, učenjak in atenski nadškof
- Altin Haxhi, nogometaš
- Fatmir Haxhiu, slikar
- Veli Harxhi, politik in podpisnik Albanske deklaracije o neodvisnosti
- Enver Hodža, prvi sekretar Albanske partije dela in voditelj socialistične Albanije
- Feim Ibrahimi, skladatelj
- Ismail Kadare (rojen 1936), pisatelj in pesnik, dobitnil mednarodnih knjižnih nagrad leta 2005 in 2009
- Mehmed Kalakula, politik
- Xhanfize Keko, filmski režiser
- Saim Kokona, filmar
- Albi Kondi, nogometaš
- Eqrem Libohova, bivši ministrski predsednik Albanije
- Sabit Lulo, politik
- Bule Naipi, narodni heroj iz druge svetovne vojne
- Omer Nishani, predsednik države od leta 1944 do 1953
- Arlind Nora, nogometaš
- Bahri Omari, politik
- Jani Papadhopulli, politik in podpisnik Albanske deklaracije o neodvisnosti
- Manthos Papagiannis, revolucionar v 16. stoletja
- Xhevdet Picari, komndant v vlorski vojni
- Pertef Pogoni, politik
- Baba Rexheb, sufistični verski voditelj in svetnik
- Mehmet Tahsini, politik in profesor
- Çerçiz Topulli, nacionalist in gverilec iz 20. stoletja
- Bajo Topulli, Çerçizov brat, nacionalist in gverilec
- Takis Tsiakos, grški pesnik
- Alexandros Vasileiou, trgovec in hgrški učenjakl
- Mihael Vasileiou, trgovev, Aleksandrosov brat
- Mahmud Xhelaledini, politik
- Arjan Xhumba, nogometaš

## Galerija
- Qafa e Pazarit
- Mestna ulica
- Mstna ulica s kavarnami
- Hiša iz osmanskega obdobja
- Most iz osmanskega obdobja
- Mestna četrt
- Ameriški Lockheed T-33 v gradu
- Značilna kamnita hiša
- Urni stolp na gradu
- Pot na grad
- Grajsko obzidje
- Samostan Dhuvjan
- Mestna ulica